# The Name Game
Singles de Shirley Ellis (en)
Shy One
(1964) The Clapping Song (Clap Pat Clap Slap)
(1965)
Pistes de The Name Game
Don't Let Go
(2)
The Name Game est une chanson de Shirley Ellis composée par Ellis et Lincoln Chase, sortie en 1964. Il s'agit d'un jeu musical fait d'une variation basée sur les prénoms.

## Genèse
Avant la sortie de The Name Game, Shirley Ellis n'était pas inconnue des classements américains. Ses précédents singles The Nitty Gritty et (That's) What the Nitty Gritty Is s'étaient hissés respectivement  à la 8e et 72e place du Billboard Hot 100. Tout comme pour son dernier single Shy One, Ellis s'associe à Lincoln Chase pour composer la chanson. Elle déclare lors d'une interview pour un magazine que la chanson est basée sur un jeu pour enfant qu'elle avait l'habitude de jouer étant petite.

## Composition
La chanson possède une tonalité en fa majeur et utilise des percussions vives. La gamme vocale de la chanteuse se situe entre do4 et ré5 et, au moment du Name Game, la progression d'accords consiste majoritairement en une succession de fa et de do

## Règle duName Game
Le fonctionnement du Name Game est le suivant :
- Dire "Le Nom" deux fois
- Dire "bo"
- Dire "Le Nom" encore une fois, mais remplacer la première lettre du nom par B
- Dire "Banana fanna fo"
- Dire "Le Nom" encore une fois, mais remplacer la première lettre du nom par F
- Dire "Fee fi mo"
- Dire "Le Nom" encore une fois, mais remplacer la première lettre du nom par M
- Dire "Le Nom" encore une fois

Par exemple, avec le prénom Shirley, cela donne :
Shirley, Shirley bo Birley
Banana fanna fo firley
Fee fi mo mirley, Shirley
Cependant, la règle du Name Game possède une exception : Si le prénom commence par un B, il faut retirer la première lettre du prénom lors de la 1er transformation ; si le prénom commence par un F, il faut retirer la première lettre du prénom lors de la 2e transformation ; enfin, si le prénom commence par un M, il faut retirer la première lettre du prénom lors de la 3e transformation.
Ce qui donne par exemple avec le prénom Bob :
Bob, Bob bo ob
Banana fanna fo fob
Fee fi mo mob, Bob

## Accueil et reconnaissance

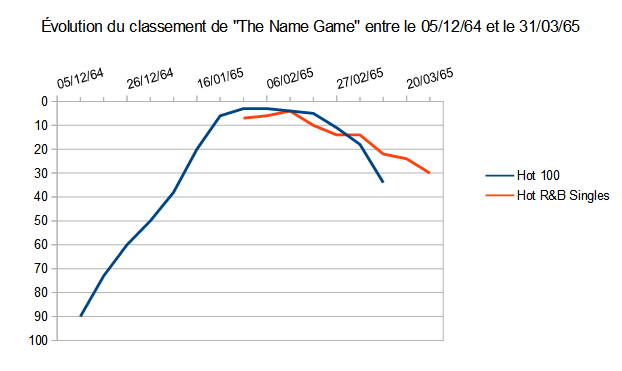
Graphique retraçant l'évolution du classement de The Name Game dans le Hot 100 et le Hot Rhythm & Blues Singles entre le 5 décembre 1964 et le 31 mars 1965.

Dans l'édition du 5 décembre 1964 du magazine Billboard, le disc-jockey John Richbourg de la radio WLAC (en) à Nashville fait remonter au magazine que The Name Game fait partie des titres à surveiller. Une semaine plus tôt, le magazine expliquait sur le single que : « "Nitty Gritty" [Shirley Ellis] devrait briser toutes les barrières avec celui-ci. L'astuce des paroles est prenante. Les percussions sont trépidantes ! ». La chanson débute dans le Hot 100 le 12 décembre à la 90e place et se hisse à la 3e place du classement les semaines du 30 janvier et 6 février 1965,. A la réapparition du Hot R&B Singles le 30 janvier 1965, The Name Game figure 7e dans le classement, avant d'atteindre la 4e place le 13 février 1965,. A l'étranger, The Name Game connait un relatif succès fin 1965 en Argentine, au Canada, ainsi qu'au Japon,,.
Rétrospectivement, Andrew Hamilton du site AllMusic parle d'« élément populaire » et William Ruhlmann, du même site, souligne le côté enfantin de la chanson,. Selon Ruhlmann, « si elle ne provenait pas de la cour d'école, elle était conçue pour y être interprétée, et après qu'elle est devenue un succès, elle ne l'a jamais quitté », ajoutant que si l'on se fie uniquement à la chanson « vous auriez pu penser qu'elle [la chanteuse] était une préadolescente qui venait de sortir de la cour de récréation ». La chanson est depuis incluse dans de nombreux albums pour enfants, au point de laisser penser qu'il s'agit d'une chanson folk.
The Name Game peut être utilisé par les rappeurs pour produire des sons composés de suites de mots altérés et n'ayant aucun sens. Par exemple, Tim Dog avec I Get Wrecked ou Eminem dans le groupe D12 avec Git Up utilisent la chanson d'Ellis afin de créer des paroles dépourvues de sens : « Doggy boggy bo boggy, banana fana fo foggy, me mi mo moggy, doggy » pour Tim Dog, ou « banana fana fo fanas » pour Eminem.
Dans le roman de Stephen King Rose Madder, le personnage de Norman répète parfois la chanson, en utilisant le nom de divers personnages issu du livre, alors que sa santé mentale se détériore.
A l'occasion de la sortie de la compilation Three Six Nine!: The Best Of Shirley Ellis en 2018, Alan Jones de Music Week qualifie The Name Game et The Clapping Song (Clap Pat, Clap Slap) d'« amusants et entraînants, combinant sa voix engageante avec un jeu de mots plein d'esprit » et John Clarke du journal i parle de « bonne chanson »,.

## Versions
| 1. | The Name Game      | 2:40 |
| 2. | Whisper To Me Wind | 2:21 |

## Classements
| Classement (1964-1965)             | Meilleure position |
| ---------------------------------- | ------------------ |
| Canada (RPM Top Singles),          | 6                  |
| États-Unis (Hot 100)               | 3                  |
| États-Unis (Hot R&B/Hip-Hop Songs) | 4                  |

| Classement (1965)              | Position |
| ------------------------------ | -------- |
| États-Unis (Hot 100)           | 35       |
| Japon (Billboard Foreign Hits) | 35       |

## Reprises
En 1987, la chanteuse américaine Laura Branigan reprend la chanson de Shirley Ellis dans son album Touch. Sur ce choix, elle explique lors d'une entrevue au Houston Chronicle que l'idée vient du président de sa maison de disque et qu'elle trouve que The Name Game « est une chanson amusante, tout comme une chanson récente ». Pour ajouter au côté ludique de la chanson, des élèves de troisième année issus de l'école élémentaire de Burbank en Californie accompagnent la chanteuse sur le morceau.
The Name Game a aussi été repris dans différentes langues : en espagnol par Olivia Molina avec Juego de palabras, en français avec Un jeu d'fou d'Anne Renée ou (Le jeu du) Name Game de Fredie LaRocca,.
Dans l'épisode 10 de la saison 2 d'American Horror Story, intitulé The Name Game en version originale, l'actrice Jessica Lange y interprète la chanson du même nom dans un numéro musical voulu à mi-chemin entre le film L'Échelle de Jacob d'Adrian Lyne et les années 60. L'actrice explique au journal The Huffington Post qu'elle « n'arriva pas à comprendre de quoi il s'agissait » le jour où elle reçut les paroles. Sur ce point, le producteur de la série, Ryan Murphy, précise lors d'une interview : « J'ai toujours aimé cette chanson depuis mon enfance, alors je l'ai apportée et jouée, et on a trouvé un moyen de l'utiliser ».

## Compléments